# Distrikt Bolívar (San Miguel)
Der Distrikt Bolívar liegt in der Provinz San Miguel in der Region Cajamarca im Norden Perus. Der Distrikt wurde am 20. Dezember 1989 gegründet. Er besitzt eine Fläche von 84,4 km². Beim Zensus 2017 wurden 1368 Einwohner gezählt. Im Jahr 1993 lag die Einwohnerzahl bei 1920, im Jahr 2007 bei 1671. Sitz der Distriktverwaltung ist die 928 m hoch gelegene Ortschaft Bolívar mit 579 Einwohnern (Stand 2017). Bolívar befindet sich 36 km westlich der Provinzhauptstadt San Miguel de Pallaques.

## Geographische Lage
Der Distrikt Bolívar befindet sich an der Westflanke der peruanischen Westkordillere im zentralen Westen der Provinz San Miguel. Der Río Nanchoc, linker Nebenfluss des Río Zaña, entwässert das Areal nach Westen.
Der Distrikt Bolívar grenzt im Süden und im Westen an den Distrikt Nanchoc sowie im Norden und im Osten an den Distrikt San Gregorio.